# Marcus Wøldike
Marcus Wøldike (født 25. november 1699 i Sommersted, død 26. september 1750) var en dansk teolog og rektor på Københavns Universitet af to omgange. Han var søn af sognepræst Peder Wøldike, yngre bror til biskop Andreas Wøldike og sognepræst Peder Wøldike samt far til matematikeren Jeremias Wøldike og skolemanden Peder Wøldike.

## Opvækst og uddannelse
Wøldike blev undervist i hjemmet af faderen. Sammen med sin tvillingbroder Jørgen Wøldike (død 1730 som rektor i Frederiksborg) blev han student 1716, og ligeledes sammen med ham rejste han til Wittenberg og Jena for at studere. Ved sin tilbagekomst 1720 tog han attestats og begyndte at manuducere.
I 1722 kom han på Valkendorfs Kollegium og blev amanuensis under J.C. Wolfen ved det store Kongelige Bibliotek.

## Karriere
Han lagde sig særlig efter hebraisk, men var ellers en sand polyhistor og så bevandret i alle videnskaber, at han var i stand til at overtage hvilket professorat det skulle være.[kilde mangler] Det var vistnok trang, der bragte ham til ivrig at søge præstekald;[kilde mangler] men først 1728 opnåede han, efter at have prædiket for kongen på Fredensborg, at blive udnævnt til præst ved Sankt Jacobi Kirke i Varde.
Her blev Wøldike dog kun til 1731, da han vendte tilbage til hovedstaden som teologisk professor, og han kom nu på sin rette plads. Han var ortodoksiens repræsentant og øvede stræng censur lige over for de pietistiske skrifter. I øvrigt var Wøldike en af de lærdeste teologer, Danmark har haft. Hans dogmatiske lærebog (Positiones fidei christianæ) udkom 1. gang 1740 og ofte senere (en udgave af Bernhard Schnabel, 1753); den var både her hjemme og i udlandet, navnlig i Sverige, en meget benyttet lærebog. Da spørgsmålet om tvangsdåb kom op ved de separatistiske uroligheder, hævdede han bestemt dens berettigelse. 1732-38 måtte han som vikar for universitetets senior, professor Caspar Bartholin den yngre, holde forelæsninger over de østerlandske sprog; han holdt også private kollegier over hebraisk og Gamle Testamente for en del voksne adelsmænd, der anså det for pligt at lægge sig derefter med henblik på deres fremtidige embedsvirksomhed, når de skulle afgive betænkning i religionssager.
Wøldike er den første, der ved Københavns Universitet har holdt egentlige kirkehistoriske forelæsninger, da dette fag først ved fundatsen 1732 optoges som fast bestanddel af det teologiske kursus. Reformationstiden omfattede han med størst interesse. Da han ved jubelfesten 1736 erhvervede den teologiske doktorgrad, omhandlede hans disputats et emne fra den danske reformation (Confessio Hafniensis af 1530). Senere udgav Wøldike studier over den ældste danske bibeloversættelse og en hel række (12) disputatser om forhandlingerne mellem de evangeliske og Romerkirken. Tillige forberedte han en samlet udgave af Hans Tausens skrifter og lod i det øjemed tage afskrifter af de fleste af disse; men planen lykkedes det ham ikke at udføre.
Endnu må fremhæves Wøldikes store arbejde med den reviderede bibeludgave af 1737. Allerede 1734 var han blevet medlem af Missionskollegiet og af direktionen for Waisenhuset. Hans forholdsvis tidlige død fremkaldte dyb beklagelse. Til vidnesbyrd om hans nidkærhed anføres, at hvor lidende han end var, kunne ingen holde ham tilbage fra at holde forelæsninger endnu dagen før han døde. Som præst i Varde havde Wøldike 1730 ægtet Ingeborg Wulff (1708–1770), hendes fader, Jeremias Wulff, havde været præst i Vejle, men døde, da datteren kun var 5 år gammel; hun var da blevet opfostret hos sin morfader, stiftsprovst Søren Seerup i Ribe.

### Fodnoter
1. ↑  Thottske Saml. 326. Kv.